# Frederik Christian Rosenkrantz
Frederik Christian Rosenkrantz (19. januar 1724 i København – 15. maj 1802 samme sted) var en dansk statsmand og storgodsejer. Han var søn af gehejmeråd Iver Rosenkrantz og Charlotte Amalie Skeel, gift med Dorte Reedtz og far til Iver Rosenkrantz-Levetzau.

## Tidlige karriere
Som 17-årig blev Frederik Christian Rosenkrantz i 1741 kammerjunker og i 1748 kammerherre. Fra 1749 var assessor i Højesteret, en stilling han besad frem til 1771. Ligeledes blev han 1749 udsendt som envoyé extraordinaire til det preussiske hof og 1751 ved det engelske hof. I 1754 blev han deputeret i Admiralitets- og Generalkommissariatskollegiet. 1760 blev han Ridder af Dannebrog. I 1763 fik Rosenkrantz' karriere en gevaldigt skub op ad. Kongen udnævnte ham til overkrigssekretær for søetaten, samt som den første General Wey Directeur i det nyoprettede vejbygningsvæsen. Han blev desuden tildelt ordenen l'union parfaite. I 1764 fik han titel af gehejmeråd og i 1765 udnævnt til præces for Det almindelige Handelskompagni. I januar 1766 blev han tillige overkrigssekretær for landetaten. Men Rosenkrantz' forgænger som chef for flåden, greve Frederik Danneskiold-Samsøe, klagede til Christian 7. over, at flåden blev passet dårligt. Den allerede sindssvækkede konge reagerede ved at afskedige Rosenkrantz fra alle hans vigtige stillinger. Men den kongelige nåde vendte dog hurtigt tilbage. 1767 blev han gehejmeråd i konseillet, det vil sige medlem af regeringens inderste kreds. Endelig modtog han elefantordenen 1769. Denne post bevarede han indtil december 1770, hvor den nye diktator Struensee foranledigede gehejmekonseillet ophævet. Frederik Christian Rosenkrantz blev som 46-årig pensioneret, men da han i 1771 trådte i forbindelse med folk, der ville styrte Struensee, blev resultatet kun, at han fik frataget sin ministerpension. Det var en katastrofe for ham, da han havde oparbejdet en enorm gæld på 140.000 rigsdaler. Således måtte han gøre opbud (nær konkurs) i 1771.

## Statsminister
I de næste 13 år levede Frederik Christian Rosenkrantz som privatmand på sine godser. Han kom lejlighedsvis ved hoffet, men havde intet embede. I 1784 gennemførte kronprins Frederik sit statskup og afsatte Høegh-Guldbergs regering. Kredsen omkring kronprinsen valgte at tage nogle erfarne mænd med i regeringen, heriblandt Frederik Christian Rosenkrantz. Han blev på ny ansat som statsminister samt præsident for Admiralitets- og Kommissariats-Kollegiet. Han blev regnet for en erfaren administrator og kunne tilføre regeringen en kontinuitet til tiden før Struensee. I dette embede forblev han til juni 1788. Han huskes som en smålig modstander af Henrik Gerner.

## Familieliv
Den 11. oktober 1748 blev han i Vor Frue Kirke gift med Dorte Reedtz (1730-1801), datter af kammerherre Tønne Reedtz til Barritskov. I ægteskabet fødtes tre sønner i 1749, 1750 og 1762. De to sidste døde umiddelbart efter fødslen, men den ældste, Iver, voksede op. Han døde som 38-årig i 1787.

## Godsejeren
Frederik Christian Rosenkrantz blev Rosenkrantz-slægtens mest godsrige mand siden 1600-tallet. Fra sine forældre arvede han Stamhuset Rosenholm på Djursland samt de nordsjællandske herregårde Egholm, Ryegaard og Krabbesholm. Hertil købte han Trudsholm og fra sin hustru fik  Barritskov i Østjylland. Endelig arvede han fra sin grandfætter Knud Trolle en andel af Møllerup, som han besad som eneejer i årene 1790-96.  Samlet var parret god for 2500-3000 tønder hartkorn.